# Bentley (Kansas)
Bentley – miasto w Stanach Zjednoczonych, w stanie Kansas, w hrabstwie Sedgwick.